# 脫水收縮裂縫
脫水收縮裂縫（英語：Syneresis cracks）也稱為水下收縮裂縫，是一種沉積構造，是由沉積物在沒有乾燥的情況下收縮而形成的。與乾燥裂縫不同，脫水收縮裂縫是液體從凝膠狀物質中排出。脫水收縮裂縫是由於黏土會因應沉積物周圍液體鹽度變化而收縮而形成的。例如，裂縫可能產於在兩層砂岩之間沉積的泥岩中。脫水收縮裂縫類似於乾燥泥裂紋，但不連續且形狀各異。它們通常出現在與砂岩互層的薄層泥岩中，形狀為砂岩底部的正向凸起，或泥岩頂部的負向凸起。一般形成在水下的表面並穿過該表面。在頁岩和石灰泥岩中形成的脫水收縮裂縫最初是可小空穴，然後通常會被上覆或下覆地層的泥和沙子填充。這些裂縫形狀通常無規則，也不會連接形成幾何形狀。相反，它們是不連續的並且具有以下類別：
1. 多邊形- 封閉的平面圖形，具有三個或更多（通常是直的）邊。
2. 蜿蜒形- 有許多曲線、彎道或轉彎。
3. 主軸形- 中間最粗，兩端逐漸變細。

## 乾燥裂縫與脫水收縮裂縫
乾燥裂縫通常是連續的、多邊形的，並且具有 U 形或V形橫截面，可能被上面的沉積物填充。然而，脫水收縮裂縫通常是不連續的、紡錘形或蜿蜒的形狀，並且具有U形或V形橫截面，並且被上方或下方沉積物填充。